# الرحوب (ذي السفال)

تعديل مصدري - تعديل

الرحوب هي إحدى قرى عزلة العنسيين بمديرية ذي السفال التابعة لمحافظة إب، بلغ تعداد سكانها 1740 نسمة حسب تعداد اليمن لعام 2004.